# جیانلوکا تریوزی
جیانلوکا تریوزی (انگلیسی: Gianluca Triuzzi؛ زادهٔ ۹ سپتامبر ۱۹۷۸) بازیکن فوتبال اهل ایتالیا است.
از باشگاه‌هایی که در آن بازی کرده‌است می‌توان به باشگاه فوتبال اسپتزیا، باشگاه فوتبال پارما، باشگاه فوتبال ویرتوس لانچانو، باشگاه فوتبال مونتسا، باشگاه فوتبال دلفینو پسکارا، باشگاه فوتبال پالرمو، و باشگاه فوتبال ناپولی اشاره کرد.